# Бірки (станція)
Бірки — проміжна залізнична станція Харківської дирекції залізничних перевезень Південної залізниці на двоколійній електрифікованій лінії Мерефа — Лозова між станціями Мерефа та Шурине. Розташована в селі Бірки, до якого примикає село Залізничні Бірки Чугуївського району Харківської області.

## Історія
Станція відкрита у 1869 році, одночасно з відкриттям руху поїздів  лінією Харків — Лозова — Севастополь.
17 жовтня (29 листопада) 1888 року трапилася залізнична аварія імператорського поїзда російського імператора Олександра III з родиною, які поверталися з Севастополя до своєї зимової резиденції у Гатчині. Офіціант Лаутер, який подавав імператору каву, загинув на місці, а сам імператор був затиснутий уламками. Він вибрався з пошкодженого вагону одним із останніх. Мабуть, це і стало підставою для міфу, що весь цей час імператор утримував дах вагону.
Декілька вагонів поїзда було розтрощено на скалки разом із їх пасажирами. Один із вагонів увійшов у попередній. Це був стандартний випадок для тодішніх залізничних катастроф, оскільки виготовлені з дерева вагони не були міцними і не витримували амортизуючого удару. Імператорський вагон-їдальня перетворився у невпізнанну масу уламків.

Історичні світлини
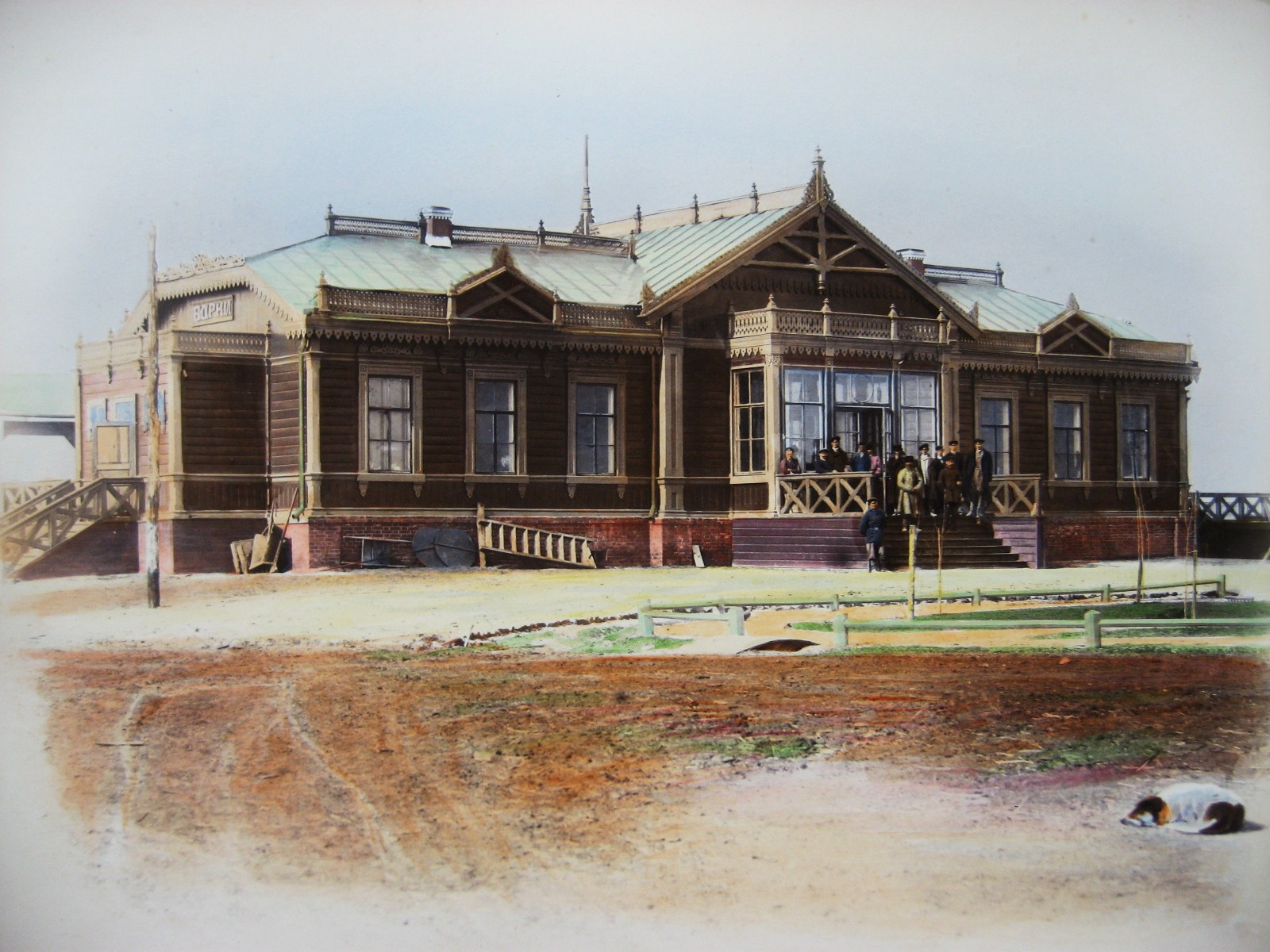
Вокзал станції Бірки (1885—1888)
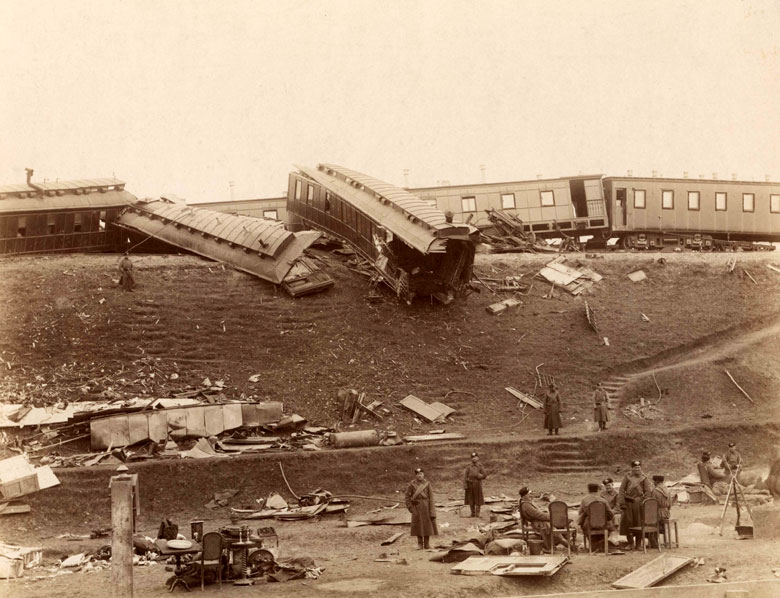
Наслідки залізничної аварії (1888)
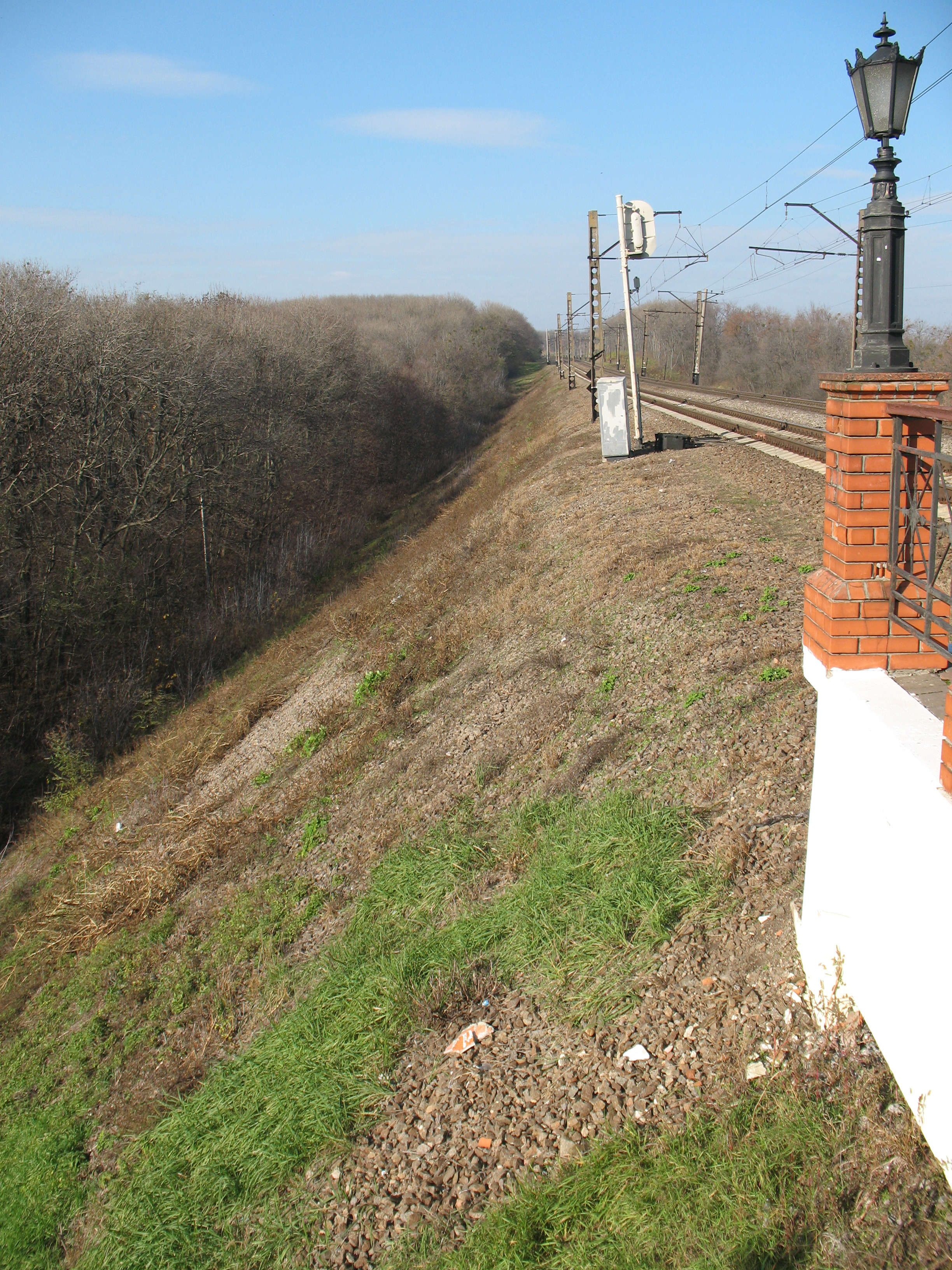
Місце аварії  імператорського поїзда

Загалом в імператорському поїзді загинула 21 особа та 37 осіб отримали суттєві поранення або скалічені. На честь цієї події біля залізниці у Бірках збудовано храм Христа Спасителя.
У 1958 році станція електрифікована постійним струмом (=3 кВ) в складі дільниці Харків — Лозова (завдовжки 123 км).

## Пасажирське сполучення
На станції Бірки зупиняються лише приміські поїзди напрямку Харків — Лозова.